# 13 ربيع الأول
- السبت
- الأحد
- الاثنين
- الثلاثاء
- الأربعاء
- الخميس
- الجمعة

- 2731 أغسطس 2024
- 281 سبتمبر 2024
- 292 سبتمبر 2024
- 303 سبتمبر 2024
- 14 سبتمبر 2024
- 25 سبتمبر 2024
- 36 سبتمبر 2024
- 47 سبتمبر 2024
- 58 سبتمبر 2024
- 69 سبتمبر 2024
- 710 سبتمبر 2024
- 811 سبتمبر 2024
- 912 سبتمبر 2024
- 1013 سبتمبر 2024
- 1114 سبتمبر 2024
- 1215 سبتمبر 2024
- 1316 سبتمبر 2024
- 1417 سبتمبر 2024
- 1518 سبتمبر 2024
- 1619 سبتمبر 2024
- 1720 سبتمبر 2024
- 1821 سبتمبر 2024
- 1922 سبتمبر 2024
- 2023 سبتمبر 2024
- 2124 سبتمبر 2024
- 2225 سبتمبر 2024
- 2326 سبتمبر 2024
- 2427 سبتمبر 2024
- 2528 سبتمبر 2024
- 2629 سبتمبر 2024
- 2730 سبتمبر 2024
- 281 أكتوبر 2024
- 292 أكتوبر 2024
- 303 أكتوبر 2024
- 14 أكتوبر 2024

13 ربيع الأوَّل أو 13 ربيع الأنوار أو يوم 13 \ 3 (اليوم الثالث عشر من الشهر الثالث) هو اليوم الثاني والسبعين من أيَّام السنة (أو الثالث والسبعين لو كان شهر صفر مُتممًا لليوم الثلاثين) وفق التقويم الهجري القمري (العربي). يبقى بعده 282 أو 283 يومًا لانتهاء السنة.

## أحداث
- 1184 هـ - الأسطول الروسي يتمكن من إغراق الأسطول العثماني بكامله في ميناء جشمة، قرب جزيرة المورة في اليونان، وأحدثت هذه الغارة الروسية صدى كبيرًا في أوروبا.
- 1190 هـ - الدولة العثمانية تعلن الحرب على الدولة الأفشارية، وقد استمرت هذه الحرب 4 سنوات.
- 1364 هـ - تأسيس حزب الأمة السوداني على يد عبد الرحمن المهدي زعيم «جماعة الأنصار المهدية» كامتداد سياسي للحركة المهدية في السودان وكان شعاره «السودان للسودانيين».
- 1372 هـ - بدء العمل بتوسعة المسجد النبوي الشريف.
- 1375 هـ - تخلي السلطان المغربي سيدي محمد بن عرفة عن العرش بعد اشتداد الخلاف حول السلطان الشرعي، وكان كثير من الزعماء السياسيين والدينيين ينادون بعودة سيدي محمد الخامس من منفاه لتولي عرش البلاد.
- 1395 هـ -
  - الأمير فيصل بن مساعد بن عبد العزيز آل سعود يطلق النار على الملك فيصل بن عبد العزيز آل سعود ويرديه قتيلًا.
  - تولي الملك خالد بن عبد العزيز آل سعود عرش السعودية.
- 1399 هـ - انهيار الدولة البهلوية وإعلان انتصار الثورة الإسلامية في إيران بقيادة روح الله الخميني.
- 1401 هـ - انعقاد مؤتمر القمة الإسلامية في مدينة الطائف في المملكة العربية السعودية.
- 1412 هـ - بعثة للأمم المتحدة تبدء إستكشافها للبحث عن أسلحة الدمار الشامل في العراق.
- 1414 هـ - تدشين مسجد الحسن الثاني بمدينة الدار البيضاء.
- 1425 هـ - الحكومة العراقية المعينة من قبل الأمم المتحدة تؤدي اليمين الدستورية لتصبح أول حكومة عراقية بعد الاحتلال الأمريكي للعراق والإطاحة بنظام صدام حسين على يد الأمريكان. وإياد علاوي الشيعي العلماني الذي كانت تربطه علاقات بوكالة المخابرات المركزية الأمريكية يتولى رئاسة الوزراء، بينما تولى غازي الياور الزعيم العشائري السني رئاسة العراق.
- 1427 هـ - الرئيس الإيراني محمود أحمدي نجاد يعلن أن بلاده نجحت بتخصيب اليورانيوم لاستخدامه في الأغراض السلمية، وقد أثار هذا الإعلان ضجة في العالم.
- 1432 هـ - انطلاق أولى المظاهرات الفعلية لإسقاط نظام معمر القذافي بمدينة البيضاء في ليبيا، وسقوط أولى شهداء الثورة الشعبية بالمدينة ذاتها.
- 1436 هـ - جماعة بوكو حرام تُهاجم بلدة باجا مُسفرةً عن مقتل وتشريد المئات.
- 1437 هـ - نشوب حريق في مستشفى جازان العام جنوب غربي السعودية أدى إلى وفاة 25 شخصًا وإصابة 123 آخرين.
- 1441 هـ - ملك الأردن عبد الله الثاني يعلن انتهاء العمل بالمُلحقين الخاصين بمنطقتي الباقورة والغمر في معاهدة السلام الأردنية الإسرائيلية بفرض سيادة الدولة عليهما.

## مواليد
- 1295 هـ - رضا بهلوي، شاه إيران.
- 1323 هـ - عبد الله النوري، عالم دين سنة كويتي.
- 1353 هـ - محرم فؤاد، مطرب مصري.
- 1362 هـ - عمر بطيشة، شاعر وإذاعي مصري.
- 1382 هـ - محمد الرشيد، ممثل كويتي.
- 1383 هـ - نادية العراقية، ممثلة عراقية مقيمة في مصر.
- 1386 هـ - سمير زيد الرفاعي، رئيس وزراء الأردن.
- 1403 هـ - غدير صفر، ممثلة كويتية.
- 1405 هـ - معتصم النهار، ممثل سوري.

## وفيات
- 1343 هـ - إسماعيل المحلاتي، فقيه مسلم إيراني.
- 1387 هـ - أمين سعيد، صحفي ومؤرخ سوري.
- 1395 هـ - فيصل بن عبد العزيز آل سعود، ثالث ملوك السعودية.
- 1404 هـ - البشير بن إبراهيم خريف، رائد كتابة الرواية في تونس.
- 1415 هـ - أنطون بطرس خريش، بطريرك الكنيسة المارونية.

## وصلات خارجية
- موقع قصة الإسلام: حدث في شهر ربيع الأوَّل.